# 윌 그레이엄
윌 그레이엄(Will Graham)은 토머스 해리스의 소설 《레드 드래건》의 주인공이다. FBI의 프로파일러로, 연쇄살인범 한니발 렉터를 체포한 경력이 있으며, 작중 시점에서는 또다른 연쇄살인마 프랜시스 달러하이드를 추적한다. 그레이엄은 자신의 추적 대상인 싸이코패스들의 정신세계를 이해할 수 있는 능력이 있으며, 그로 인해 고통받는다.
후속작 《양들의 침묵》에서 지나가듯이 언급되는 것을 제외하면 그레이엄은 더 이상 한니발 렉터 시리즈에 등장하지 않는다. 영화 《맨헌터》에서는 윌리엄 피터슨이, 《레드 드래건》에서는 에드워드 노튼이 윌 그레이엄 역을 맡았다. NBC 방송국에서 만든 TV 시리즈 한니발에서는 휴 댄시가 연기해서 새턴 영화제에서 남우주연상을 수상했다.(Saturn Award Best Actor in a Television Series, 2015)

## 상세
그레이엄은 루이지애나의 가난한 집에서 태어나 자랐다. 어른이 되어선 뉴올리언스로 가서 강력반 형사가 되었다. 그러다 조지 워싱턴 대학교에서 법과학을 전공하고 FBI 범죄연구소에 취직했다. 연구소와 현장에서 모두 우수한 활동을 통하여 그레이엄은 FBI 연수원 강사가 된다.
1975년, 그레이엄은 피해자의 장기를 적출해 가는 연쇄살인범 "체사피크 리퍼"를 추적한다. 그는 수 차례의 자상을 입은 피해자의 상처가 치료되어 있음을 알게 되고, 의료 기록을 뒤져 피해자가 5년 전 사냥 중 사고로 그 상처를 입었음을 알게 된다. 그레이엄은 피해자의 상처를 치료해 줬던 의사 한니발 렉터 박사를 찾아가 과거의 환자에게 무언가 수상한 점이 없었는지를 묻는다. 첫 만남에서, 렉터는 기억하는 것이 별로 없다고 주장한다. 다시 렉터를 찾아간 그레이엄은 렉터가 바로 범인임을 자신이 알아차렸다는 것을 렉터가 알아차렸다는 것을 알아차리게 된다. 그레이엄이 FBI 볼티모어 지국에 지원을 요청하기 위해 전화를 건 사이, 렉터는 신발을 벗고 발소리를 죽인 채 리놀륨 칼로 그레이엄의 복부를 찔러 그레이엄의 배를 거의 할복 직전까지 찢어발긴다. FBI 요원들과 메릴랜드 경찰이 도착해서 렉터를 체포하고, 겨우 살아난 그레이엄은 몇 달 동안 병원신세를 진다. 렉터를 잡은 그레이엄은 유명인사가 되고, FBI의 전설로 대접받는다. 이때 정신과 치료를 받았는데, 타블로이드지 기자 프레디 라운즈가 그의 사진을 찍어 그가 정신병자인 양 기사를 쓴다. 그레이엄은 상처가 낫는 대로 은퇴한다.
1978년, 아내 몰리, 의붓아들 윌리와 함께 플로리다주에 살고 있던 그레이엄은 다시 현장으로 돌아오라는 예전 상관인 잭 크로포드의 설득을 받는다. 크로포드는 그레이엄에게 "이빨요정" 살인마를 잡는 데 협조할 것을 부탁한다. 범죄 현장을 둘러본 그레이엄은 볼티모어 주립병원에 정신병자로 갇혀 있는 렉터를 찾아가 상담을 요구하지만 렉터는 비웃을 뿐이다. 그리고 렉터는 남몰래 살인범 프랜시스 달러하이드에게 그레이엄의 주소를 암호로 보낸다. 그레이엄은 달러하이드를 추적하면서 라운즈를 이용해 렉터와 달러하이드 사이에 역정보를 뿌릴 계획을 세운다. 그레이엄은 라운즈에게 이빨요정 사건의 범인이 발기불능의 동성애자라는 거짓 정보를 흘리고, 라운즈는 그것을 그대로 보도한다. 격노한 달러하이드는 라운즈를 납치해 참혹하게 살해한다. 달러하이드를 추적하는 데 성공한 그레이엄과 크로포드, FBI 요원들이 달러하이드의 집을 급습했을 때는, 달러하이드의 맹인 애인 레바 맥클레인만 남겨진 채 집에 불이 질러진 상태였다. 집 안에서 달러하이드의 시체가 발견되고, 맥클레인은 구조된다. 이로써 달러하이드 사건은 종결된 것으로 생각된다.
하지만 달러하이드는 사실 맥클레인에게 집적거리던 주유소 직원을 죽인 다음 시체에 불을 질러 자기가 죽은 것처럼 위장한 것이었고, 달러하이드는 플로리다의 그레이엄 가족 집을 습격한다. 달러하이드는 그레이엄의 얼굴에 수 차례의 자상을 입히고 그레이엄의 아내에게 죽는다. 그레이엄과 가족들은 살아남았지만, 그레이엄의 얼굴에는 흉측한 상처가 남는다. 얼마 뒤 렉터가 그레이엄에게 얼굴의 상처를 조롱하는 편지를 보낸다.
《레드 드래건》의 속편인 《양들의 침묵》에서 그레이엄은 직접 등장하지는 않고, 지나가는 말로 짤막하게 언급될 뿐이다. 크로포드의 말에 의하면 얼굴이 "빌어먹을 피카소가 그린 그림에 나오는 얼굴처럼" 되어버린 채 플로리다에서 알콜중독자가 되어 얼굴을 숨기고 살고 있다고 한다. 나중에 클라리스 스탈링이 렉터를 찾아갔을 때 렉터는 그레이엄의 얼굴이 어떻게 되었냐고 묻는다.